# Microregione di Guaratinguetá
Guaratinguetá è una microregione dello Stato di San Paolo in Brasile, appartenente alla mesoregione di Vale do Paraíba Paulista.

## Comuni
Comprende 11 comuni:
- Aparecida
- Cachoeira Paulista
- Canas
- Cruzeiro
- Guaratinguetá
- Lavrinhas
- Lorena
- Piquete
- Potim
- Queluz
- Roseira